# Vân tước lưng hung
Vân tước lưng hung (danh pháp hai phần: Eremopterix leucotis) là một loài chim trong họ Alaudidae.
Vân tước lưng hung là loài sinh sản thường trú ở châu Phi phía nam của sa mạc Sahara.
Loài chim này sinh sống ở môi trường sống mở khô. Nó làm tổ và đẻ trứng trên mặt đất. Thức ăn là côn trùng và các loại hạt.
Loài chim này dài 11 cm.

## Tham khảo

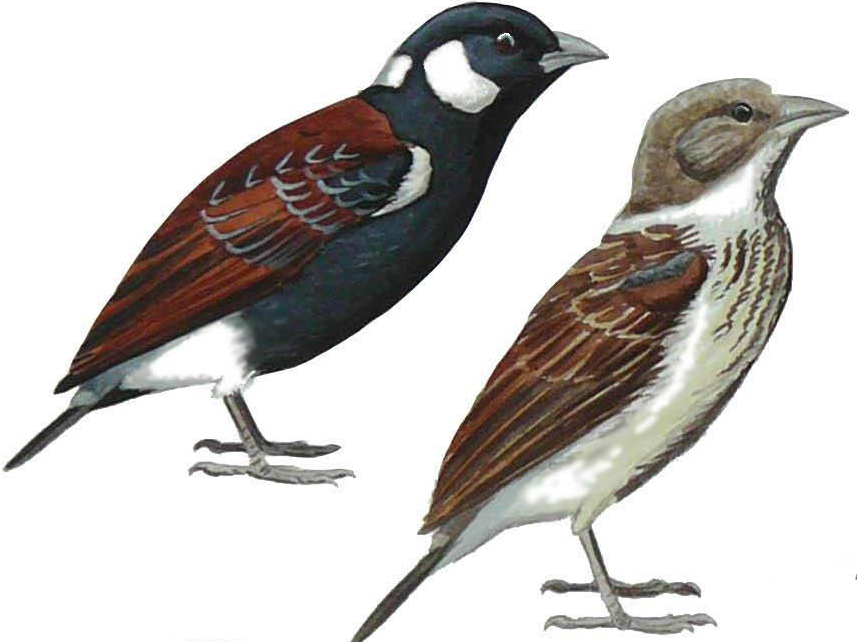
Hình vẽ một cặp